# Gnophos pseudosnelleni
Gnophos pseudosnelleni är en fjärilsart som beskrevs av Riabov och Vardikian 1964. Gnophos pseudosnelleni ingår i släktet Gnophos och familjen mätare. Inga underarter finns listade i Catalogue of Life.